# Solanum stenophyllidium
Solanum stenophyllidium es una especie herbácea, perenne, tuberosa y estolonífera perteneciente a la familia de las solanáceas y oriunda de México. 

## Descripción
Las plantas tienen de 25 a 80 cm de altura, sus hojas varían de 7 a 25 cm de largo, con (3-)5(-7) folíolos lineares a linear-lanceolados, de 2 a 9 cm de largo y de 0,4 a 1,7 cm de ancho, glabros o muy poco pilosos.

## Taxonomía
Solanum stenophyllidium fue descrita por Friedrich August Georg Bitter y publicado en Repertorium Specierum Novarum Regni Vegetabilis 12: 51. 1913.
Etimología
Solanum: nombre genérico que deriva del vocablo Latíno equivalente al Griego στρνχνος (strychnos) para designar el Solanum nigrum (la "Hierba mora") —y probablemente otras especies del género, incluida la berenjena— , ya empleado por Plinio el Viejo en su Historia naturalis (21, 177 y 27, 132) y, antes, por Aulus Cornelius Celsus en De Re Medica (II, 33). Podría ser relacionado con el Latín sol. -is, "el sol", debido a que la planta sería propia de sitios algo soleados.
stenophyllidium: epíteto latino compuesto que significa "con hojas estrechas".
Sinonimia
- Solanum brachistotrichum (Bitter) Rydb.
- Solanum jamesii var. brachistotrichum Bitter
- Solanum jamesii subsp. nayaritense Bitter
- Solanum nayaritense (Bitter) Rydb.[7]